# کلیمور (انیمه)
کِلیمور (ژاپنی: クレイモア هپبورن: Kureimoa) یک مجموعه مانگای فانتزی تاریک ژاپنی است که توسط نوریهیرو یاگی نوشته و مصورسازی شده است. این سری برای اولین بار توسط انتشارات شوئیشا در ماهنامهٔ شونن جامپ در ۶ ژوئن ۲۰۰۱ انتشار یافت. هنگامی که چاپ این مجله در ژوئن ۲۰۰۷ متوقف شد، این مجموعه به‌طور موقت به هفته‌نامه شونن جامپ نقل مکان کرد و زمانی که جامپ اسکوئر در نوامبر ۲۰۰۷ معرفی شد، این سری به آن نقل مکان کرد و تا تاریخ ۴ دسامبر ۲۰۱۴، ۲۷ جلد تانکوبون از آن جمع‌آوری و منتشر شده است.
استودیوی مدهاوس ۱۱ جلد اول نسخه مانگا را به یک مجموعه تلویزیونی انیمهٔ ۲۶ قسمتی تبدیل کرد. این سری به کارگردانی هیرویوکی تاناکا برای اولین بار در ژاپن و شبکه نیپون تلویژن در ۳ آوریل ۲۰۰۷ شروع شده، و تا ۲۵ سپتامبر ۲۰۰۷ ادامه داشت. لوح فشرده موسیقی متن این مجموعه، و همچنین ترانه‌های شخصیت‌ها با استفاده از صدای دوبلورهای این انیمه به ترتیب در ۲۵ ژوئیه ۲۰۰۷ و ۲۷ سپتامبر ۲۰۰۷ منتشر شد.

## داستان
در جهانی که انسان‌ها با موجوداتی به نام یوما (به ژاپنی: 妖魔)، هیولاهایی که از شکم و رودهٔ انسان‌ها تغذیه می‌کردند همزیستی می‌نمودند، یک سازمان بی‌نام و سری سفارش ساختن جنگجویان نیمه انسان، نیمه یوما برای محافظت از انسان‌ها در برابر یوماها در ازای دستمزد هنگفتی، می‌گرفت. کلیمورها به‌طور معمول یکدیگر را به این نام صدا نمی‌زدند، در عوض مردم این جهان بر اساس شمشیرهای بزرگ و بدون غلافشان به این جنگجویان لقب کلیمور «Claymore» را دادند. سرزمین آن‌ها دارای ۴۷ ناحیه بود که ۴۷ جنگجو نیز برای هر ناحیه در نظر گرفته شده بود. کلیمورها بر اساس قدرت یوکی، قدرت بدنی، سرعت، هوش، حس تشخیص و رهبری رتبه‌بندی می‌شدند. رتبه‌های مبارزان با پیشرفت‌هایی که می‌کردند با سیر صعودی و نزولی همراه بود. کلیمور رتبه ۱ قویترین، و شماره ۴۷ ضعیف‌ترین در بین تمام آن‌ها بودند. به‌طور دقیق مشخص نیست که قدرت جنگجویان از آموزش/تجربه نشأت می‌گیرد یا این پتانسیل در درون خود آن‌ها نهفته است.
داستان دربارهٔ یک مبارز کلیمور با رتبه ۴۷، به نام «کِلر» و تلاش او برای انتقام است. داستان در شهری کوچک که مورد حمله یوما قرار گرفته شروع می‌شود. کلر در آنجا با یک پسر خوش قلب، اما ساده به نام راکی آشنا می‌شود که در سفر او را همراهی می‌کند. با جلوتر رفتن داستان، کلر و راکی به یکدیگر وابسته می‌شوند اما هنگامی که کلر مجبور می‌شود با یک کلیمور سادیسمی به نام اوفیلیا مبارزه کند، از همدیگر جدا می‌شوند…

### گونه
در جهان ساختگی کلیمورها، یوما (به ژاپنی: 妖魔, yōma) نژادی از هیولاهای شبیه به انسان هستند که با انسان‌ها همزیستی و از گوشت آن‌ها تغذیه می‌کنند. بیشتر آن‌ها به اندازه انسان هستند اما بعضی از آن‌ها به‌طور قابل توجهی بزرگ و دارای عضلات سنگینی هستند. یوماها قدرت، سرعت و پایداری بیشتری نسبت به انسان دارند و قادرند اعضای بدن و انگشتان خود را کشیده کنند، و قابلیت احیاء قسمت‌های زخمی بدن خود و همچنین تغییر شکل ظاهری خود به انسان هستند. اگر یک قدم جلوتر برویم، آن‌ها می‌توانند مغز انسان‌ها را بخورند و حافظهٔ آن‌ها را بدست بیاورند. یوماها به وسیلهٔ یوکی (به ژاپنی: 妖気, yoki) و انرژیشان شناسایی می‌شوند که توسط یوماهای دیگر یا کلیمورها احساس می‌شود. کلیمورها توسط یک سازمان برای مبارزه با یوماها به وجود می‌آیند. با القای گوشت و خون یوماها در بدن انسان‌ها، آن‌ها قادرند تا یک موجود ترکیبی که از یومایی که مانند انسان هستند سریعتر و زیرکتر خلق کنند. با توجه به آموزش‌های هنرهای رزمی که توسط سازمان به آن‌ها داده می‌شد، فقط بهترین و باهوش‌ترین مبارزها توانایی زنده ماندن در امتحان نهایی را داشتند (میزان مرگ و میر در آزمون نهایی ۸۰٪ است) و آن‌ها باید بیشتر از هوش خود تا نیروی عضلانی برای پیروزی در مقابل یوماها استفاده کنند. در کنار قدرت‌های فیزیکی که کلیمورها دارند، شاید مهم‌ترین توانایی آن‌ها قابلیت تشخیص و شناسایی حضور یوماها حتی در شکل ظاهری انسان‌ها است. این کار به وسیله حس کردن یوکی یا انرژی یوماها قابل تشخیص است.
در زمان رخ دادن وقایع در نسخه مانگا و انیمه کلیمورها فقط دختر هستند. در گذشته، برای ساختن کلیمورها از پسرها نیز استفاده می‌شد، اما این قضیه آشکار شد که مردها نمی‌توانند یوکی خود را کنترل کنند و تقریباً تمام مردهای کلیمور دیر یا زود به هیولا تبدیل می‌شدند. این عمل ترکیبی کردن، رنگ موی انسان را به بلوند روشن یا سفید، چشمان آن‌ها را نقره‌ای و بعضی مواقع گوش‌های آن‌ها شبیه به اِلف می‌شد. جنگجویان پس از رسیدن به سنی مشخص (بزرگسالی) دیگر رشد نمی‌کنند. آن‌ها برای بقا به مراتب کمتر از انسان‌ها به آب و غذا احتیاج داشتند. رنگ چشمان کلیمورها، تنها مشخصه‌ای است که آن‌ها را از انسان‌های عادی متمایز می‌کرد. عنبیه آن‌ها در حالت طبیعی به رنگ نقره‌ای است اما هنگام آزاد کردن ۱۰٪ از یوکی به طلایی تغییر رنگ می‌دهد. برای داشتن چشمانی طبیعی همانند قهوه‌ای رنگ، کلیمورها از قرص‌های جلوگیری از یوکی استفاده می‌کنند تا به راحتی بتوانند در بین مردم عادی رفت‌وآمد کنند. وقتی کلیمورها ۱۰٪ از نیروی یوما را آزاد می‌کنند، رنگ چشمانشان تغییر می‌کند، این مقدار به ۳۰٪ که می‌رسد صورتشان تغییر شکل می‌دهد، به ۵۰٪ که برسد شکل ظاهری بدن نیز تغییر می‌کند و وقتی بیش از ۸۰٪ نیروی یوما آزاد کنند، راهی برای بازگشت به حالت اولیه خود ندارند و وجود آن‌ها بیدار شده و به یک هیولا تبدیل می‌شوند.

### نماد و سمبل کلیمورها
هنگامی که کلیموری از دید سازمان آمادگی‌های لازم را کسب کرده بود، به او یک رتبه و سمبل اهدا می‌شد. هر کلیمور برای خود نمادی منحصر به فرد دارد و به عنوان شاخصی، هویت آن‌ها را مشخص می‌نمود. برخی از کلیمورها به جای ظاهرشان، فقط با سمبل و رتبه خود شناسایی می‌شوند. این نمادها به رنگ سفید بر روی تکه‌ای از لباس آن‌ها در زیر گردنشان قرار دارد. همچنین همان نماد به رنگ قرمز بر روی لبه پهن شمشیر جنگجویان به همراه یک کارت سیاه لوله شده در زیر محل نگه‌داری شمشیر قرار داشت.

## شخصیت‌های اصلی
نوشتار اصلی: فهرست شخصیت‌های کلیمور

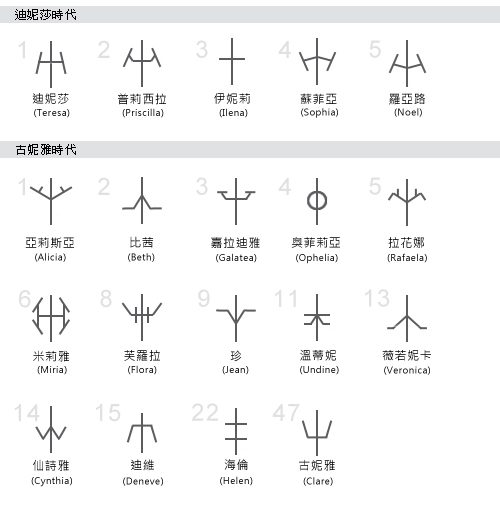
نماد و سمبل شخصیت‌های کلیدی داستان

- کلر (به ژاپنی: クレア, Kurea) شخصیت اصلی داستان یک کلیمور سرد و ساکت، با شمارهٔ ۴۷، در هشتاد و هفتمین نسل کلیمورها در سازمان است. کلر کمترین رتبه و ضعیفترین در بین تمام کلیمورها است. او تنها کسی بود که با میل خود تبدیل به یک کلیمور شد. کلر با کلیمورهای دیگر فرق داشت، او تنها کلیموری بود که از گوشت و خون کلیموری دیگر به جای گوشت و خون یک یوما در آن استفاده شده بود، به همین سبب به جای اینکه نصف انسان و نصف یوما باشد، یک چهارم یوما بود. هدف اصلی کلر انتقام گرفتن از یک بیدار شده به نام پریشیلا بود.[۶]
- راکی (به ژاپنی: ラキ, Raki) یک پسر جوان که خانوادهٔ او توسط یوما کشته شده‌اند و آن یوما خود را به شکل برادر راکی، زاکی درآورده و تغییر چهره داده بود. این یوما توسط کلر کشته شد، اما به خوده راکی نیز مظنون شده بودند به همین سبب او را از روستا بیرون کردند. کلر او را نجات داده و به راکی اجازه داد به عنوان آشپز در سفرش او را همراهی کند.
- پریشیلا (به ژاپنی: プリシラ, Purishira) زمانی رتبهٔ دوم کلیمورها را دارا بود، کسی که استعداد قویتر شدن از ترسا (کسی که در رتبهٔ نخست بود) را داشت. او یکی از چهار کلیموری بود (به همراه ایرِنه، سوفیا، و نوئل) که برای مجازات ترسا بعد از اینکه او سازمان را ترک کرد، فرستاده شد. در طی نبرد، کم تجربه بودن پریشیلا باعث بیدار شدن[۷] وجود او شده و او تبدیل به یک هیولای تک شاخ شد.
- ترسا (به ژاپنی: テレサ, Teresa) قوی‌ترین کلیمور در نسل خود بود و همچنین او را نیرومندترین کلیمور تمام زمان نیز می‌پنداشتند. او به ترسای خندان (به ژاپنی: 微笑のテレサ, bishō no Teresa) شهرت داشت چون دشمنان خود را با لبخندی بر روی صورتش از پای درمی‌آورد. او بسیار قدرتمند بود و به ندرت حتی اگر مجبور می‌شد، فقط از ۱۰٪ یوکی خود در مبارزه استفاده می‌کرد. او سریعتر، قوی‌تر و چابکتر از کسانی بود که در رتبه‌های پایین‌تر از او قرار داشتند، اما قدرت اصلی ترسا در توانایی بی‌نظیر او در تشخیص رایحه یوماها و حتی کوچک‌ترین رگه‌های یوکی آن‌ها بود. حس تشخیص او به حدی بود که می‌توانست حرکت بعدی دشمن خود را در مبارزه تشخیص دهد.[۸]

## رسانه‌ها

### نسخه مانگا
کلیمور توسط نوریهیرو یاگی نوشته و کشیده شده است، قسمت‌های منفرد آن به صورت سریالی از ماهنامهٔ شونن جامپ شوئیشا در سال ۲۰۰۱ شروع شدند. هنگامی که این چاپ این مجله متوقف شد این سری به‌طور موقت به هفته‌نامه شونن جامپ که به جای ماهنامه، هفته‌نامه بود نقل مکان کرد. در ۲ نوامبر ۲۰۰۷ مجموعه به جامپ اسکوئر، مجله‌ای که جایگزین ماهنامهٔ شونن جامپ شده بود منتقل و قسمت‌های آن به ترتیب تا دسامبر ۲۰۱۴ ادامه یافت. مانگای کلیمور پس از یک دورهٔ سیزده ساله در ۴ اکتبر ۲۰۱۴ به پایان رسید. شوئیشا فصل‌های مجموعه را در بیست و هفت جلد تانکوبون جمع‌آوری کرد که از ۵ ژانویه ۲۰۰۲، تا ۴ دسامبر ۲۰۱۴ منتشر شد.

### نسخهٔ انیمه
استودیوی مدهاوس یک انیمهٔ بیست و شش قسمتی براساس سری مانگای آن تولید کرد. این سری به کارگردانی هیرویوکی تاناکا، نویسندگی یاسوکو کوبایاشی، طراحی شخصیت‌ها تاکاهیرو اومه‌هارا، و آهنگسازی ماسانوری تاکومی، در ژاپن بین آوریل تا سپتامبر ۲۰۰۷ از شبکه نیپون تلویژن پخش شد. مجموعه انیمه کلیمور براساس ۱۱ جلد اول مانگای آن تا قسمت ۲۴ درست شده و برای ۲ قسمت آخر، پایانی متفاوت در نظر گرفته شده است.
تا فوریه ۲۰۰۸، تعداد هفت دی‌وی‌دی که هر کدام شامل سه قسمت از انیمه است، توسط اوکس تراکس در ژاپن منتشر شده است. علاوه بر این، چهار مجموعه نسخه محدود منتشر شده است. اولین مجموعه نسخه محدود شامل نخستین جلد دی‌وی‌دی است، در حالی که سه مجموعه دیگر هر کدام شامل دو جلد دی‌وی‌دی می‌باشند. آخرین جلدها و نسخهٔ محدود در ۳۰ ژانویه ۲۰۰۸ عرضه شدند. دو نسخه دی‌وی‌دی و یک مجموعه نسخه محدود دیگر برای انتشار در ۲۶ مارس ۲۰۰۸ برنامه ریزی شده بودند. در ۱۵ فوریه ۲۰۰۸، فانیمیشن اعلام کرد که کد منطقه‌ای ۱ دی‌وی‌دی و مجوزهای پخش این انیمه را به دست آورده است و اولین دی‌وی‌دی را ۱۴ اکتبر ۲۰۰۸ در آمریکای شمالی منتشر کرد، و تا فوریه ۲۰۰۹، سه جلد از آن منتشر شده است. در ۱۶ فوریه ۲۰۱۰، فانیمیشن مجموعه‌ای جعبه‌دار حاوی سری کامل آن را در قالب دیسک بلوری منتشر کرد. مدمن انترتینمنت مجوز انتشار این مجموعه را صادر کرد و اولین جلد آن در اوایل سال ۲۰۰۹ در دسترس قرار گرفت.

### بازی ویدئویی
کلیمور: جادوگر چشمان نقره‌ای (به ژاپنی: Kureimoa: Gingan no Majo) یک بازی ویدئویی که توسط سرگرمی دیجیتال وورکز، در ۲۸ مه ۲۰۰۹ برای کنسول بازی دستی نینتندو دی‌اس منتشر شده است. بازیکن کنترل شخصیت کلر را به عهده دارد و بازی روندی همانند سری بازی‌های کسلوانیا را دارد. بازیکن قادر است با استفاده از صفحه لمسی و استایلوس، قدرت یوکی کلر را تغییر دهد. استفاده بیش از حد از قدرت یوکی باعث می‌شود که کلر کاملاً توسط یوما تسخیر شود و در نتیجه بازیکن گیم اوور شود.

## موسیقی متن
موسیقی متن مجموعه انیمه کلیمور اثر آهنگساز ژاپنی ماسانوری تاکومی، شامل ۳۲ ترانه به همراه آهنگ شروع و پایان نسخه تلویزیونی انیمه، در ۲ لوح‌فشرده، ۲۵ ژوئیه ۲۰۰۷ منتشر شده است. ترانه شروع مجموعه با نام دلیلی برای زیستن (به ژاپنی: レゾンデートル, Raison d'être) اثر گروه موسیقی راک ژاپنی نایتمر است و ترانه پایانی آن نیز به عنوان یک تک‌آهنگ با نام گل محکومیت~آسمان گناهکار (به ژاپنی: 断罪の花 ~Guilty Sky~,Danzai no Hana~Guilty Sky) توسط خواننده جی-پاپ ریو کوساکا اجرا شده است، که هر دو ترانه در تمام ۲۶ قسمت مجموعه به نمایش درآمده‌اند.
| - ۱. Ginme no Majo - ۲:۴۴ - ۲. Ooki na Ken - ۱:۴۴ - ۳. Youma no Okite - ۲:۲۱ - ۴. Sabaku to Kaze - ۱:۴۵ - ۵. Kirisaku Monotachi - ۲:۲۰ - ۶. Osoroshiki Fujin - ۱:۱۱ - ۷. Bishou no Teresa - ۱:۵۲ - ۸. Kanashiki Shukumei - ۱:۱۰ - ۹. Kakusei no Kodou - ۱:۲۵ - ۱۰. Seikan Naru Tatakai - ۲:۰۷ - ۱۱. Shinpi to Shin'en - ۱:۴۰ - ۱۲. Yobikakeru Kioku - ۲:۴۰ - ۱۳. Kita no Chi to Hakugin no Ou - ۱:۲۹ - ۱۴. Hateshinaki Tabiji - ۱:۲۱ - ۱۵. Kyoujin na Chikara - ۱:۲۰ - ۱۶. Kouya no Rakujitsu - ۱:۳۶ - ۱۷. Kokoro no Kizuato - ۲:۱۷ | - ۱۸. Shoukei - ۱:۴۷ - ۱۹. Machinami - ۱:۳۵ - ۲۰. Den'en to Ogawa - ۱:۴۸ - ۲۱. Utsushiki Kariudotachi - ۱:۳۷ - ۲۲. Youshiki Mono no Shukumei - ۱:۴۷ - ۲۳. Kusenshi - ۱:۵۶ - ۲۴. Kakugo he no Midare - ۰:۱۹ - ۲۵. Souzetsu na Shitou - ۱:۴۵ - ۲۶. Erabareshi Mono - ۱:۴۹ - ۲۷. Haruka na Michinori - ۱:۰۵ - ۲۸. Itoshisa to Nukumori - ۱:۳۵ - ۲۹. Chiheisen no Kanata - ۲:۰۰ - ۳۰. Ishidzukuri no Yanami - ۱:۴۰ - ۳۱. Hito wo Omou Koto - ۱:۵۵ - ۳۲. Fukaki Mori no Naka - ۱:۵۶ - ۳۳. Raison d'etre (TV Sized) - ۱:۰۳ - ۳۴. Danzai no Hana ~Guilty Sky~ (TV Sized) - ۱:۱۰ |